# FK Metta
FK Metta, tidigare (2007–2018) FS METTA/Latvijas Universitāte eller FS Metta/LU, är en fotbollsklubb i Lettland i Riga.

## Placering tidigare säsonger

### FS Metta/LU
| Säsong | Nivå | Liga     | Placering | Referens |
| ------ | ---- | -------- | --------- | -------- |
| 2012   | 1    | Virslīga | 8         | [ 1 ]    |
| 2013   | 1    | Virslīga | 9         | [ 2 ]    |
| 2014   | 1    | Virslīga | 9         | [ 3 ]    |
| 2015   | 1    | Virslīga | 7         | [ 4 ]    |
| 2016   | 1    | Virslīga | 7         | [ 5 ]    |
| 2017   | 1    | Virslīga | 7         | [ 6 ]    |
| 2018   | 1    | Virslīga | 7         | [ 7 ]    |

### FK Metta (sedan 2019)
| Säsong | Nivå | Liga     | Placering | Referens |
| ------ | ---- | -------- | --------- | -------- |
| 2019   | 1    | Virslīga | 9         | [ 8 ]    |
| 2020   | 1    | Virslīga | 9         | [ 9 ]    |
| 2021   | 1    | Virslīga | 7         | [ 10 ]   |
| 2022   | 1    | Virslīga | 9         | [ 11 ]   |
| 2023   | 1    | Virslīga | 9         | [ 12 ]   |
| 2024   | 1    | Virslīga | 7         | [ 13 ]   |

## Trupp 2022
Uppdaterad: 21 april 2022
| Nr | Land     | Pos | Namn               |
| -- | -------- | --- | ------------------ |
| 1  | Lettland | MV  | Jānis Beks         |
| 2  | Lettland | F   | Gabriels Kirkils   |
| 3  | Lettland | F   | Normunds Uldriķis  |
| 5  | Lettland | F   | Daniels Fedorovičs |
| 6  | Lettland | MF  | Oskars Vientiess   |
| 9  | Nigeria  | A   | Yunusa Muritala    |
| 10 | Lettland | MF  | Lūkass Vapne       |
| 11 | Lettland | A   | Jānis Grīnbergs    |
| 12 | Lettland | MV  | Alvis Sorokins     |
| 13 | Lettland | F   | Jegors Novikovs    |
| 14 | Lettland | MF  | Noa Meroža         |

| Nr | Land     | Pos | Namn                |
| -- | -------- | --- | ------------------- |
| 15 | Lettland | MF  | Niklāvs Treimanis   |
| 16 | Lettland | F   | Kārlis Vilnis       |
| 17 | Lettland | A   | Artjoms Puzirevskis |
| 20 | Lettland | A   | Ingars Pūlis        |
| 21 | Lettland | F   | Rūdolfs Zeņģis      |
| 22 | Lettland | MF  | Tomass Zants        |
| 23 | Lettland | MF  | Gļebs Kļuškins      |
| 24 | Lettland | MV  | Ņikita Parfjonovs   |
| 25 | Lettland | MF  | Renārs Guliaks      |
| 29 | Lettland | MF  | Kristofers Rēķis    |
| 33 | Lettland | A   | Bruno Melnis        |